# 轰天炮2
《致命武器2》（英語：Lethal Weapon 2）是1989年美国上映的一部动作电影，理查德·唐纳执导，梅尔·吉布森、丹尼·格洛弗主演。它是1987年电影《致命武器》的续集。该片曾获提名奥斯卡最佳音效剪辑奖，在全世界获得了2.27亿美元的票房。
本片中老搭档瑞格和莫陶发现南非外交官艾金·鲁德实际上是黑帮头目，参与走私金币以及贩毒活动，后者由于有外交豁免权而一直无法缉拿。二位警官还需保护污点证人里奥盖茨。尽管上级命令二人不要再插手案件，瑞格却持续的给鲁德制造麻烦，并与鲁德的秘书、持自由思想的丽卡·范登哈斯发展出浪漫关系。鲁德派福斯泰德杀害了参与调查的洛杉矶警察，并袭击了莫陶的家，绑架了里奥。在一次袭击中，丽卡遇害，逃脱的瑞格从福斯泰德口中得知自己车祸过世的妻子其实正是死于鲁德集团策划的谋杀。被彻底激怒的瑞格与莫陶直捣龙潭，消灭了鲁德的手下，并追到了要乘集装箱货船离开的鲁德，将其解决。